# 青街畲族乡
青街畲族乡是中华人民共和国浙江省温州市平阳县下辖的一个民族乡。

## 行政区划
青街畲族乡下辖以下村级行政区划单位：
青街村、九岱村、十五亩村、南朱山村、王神洞村、太申村、垟心村、睦源村、东坑村、南网村和新三村。